# 新耙波拉魚
新耙波拉魚（学名：Rastrineobola argentea）为輻鰭魚綱鯉形目鲤科的一個種，分布於非洲維多利亞湖、Kyoga湖，棲息在湖岸區，屬肉食性，以浮游動物及昆蟲等為食，為高經濟價值的食用魚。